# アマドゥ・シス
アマドゥ・シス（フランス語: Amadou Ciss、1999年9月7日 - ）は、セネガル・ゲジャワイ出身のサッカー選手。ポジションはMF。

## クラブ経歴
ポーFCにて18歳でプロデビューを飾ると、2018年7月5日、フォルトゥナ・シッタートによって引き抜かれた。フォルトゥナ・シッタートでは2シーズンの在籍でリーグ戦32試合6得点を記録した。1シーズン目は出場機会に恵まれなかったが、2年目から左WGの位置でレギュラーを獲得した。
2020年6月27日、アミアンSCに4年契約で移籍した。
2022年2月8日、アダナスポルに移籍した。